# Costa dei Magnoli
Costa dei Magnoli è una strada collinare di Firenze (le "coste" sono infatti le strade in ripida pendenza dentro le mura), che si trova in Oltrarno, tra la costa San Giorgio e piazza di Santa Maria Soprarno (attraverso la vota dei Magnoli che attraversa palazzo Tempi. Lungo il tracciato incontra via del Canneto (tramite una breve scalinata) e la piazza dei Bonsi. 

## Storia
La denominazione è molto antica, già attestata nel XII secolo, e riferita ai discendenti quel Magnolo di Uguccione Della Pressa che patrocinarono in antico la chiesa e l'ospedale di Santa Lucia dei Magnoli. Le case di questa famiglia dovevano essere tra quelle franate col terreno smottante della zona delle "rovinate", a monte di via de' Bardi. 
Si segnala come nella pianta di Firenze delineata da Ferdinando Ruggieri nel 1731 con la denominazione di Costa dei Magnoli sia indicato - forse per errore - anche l'intero tracciato oggi identificato come costa San Giorgio.

## Descrizione
Il tracciato è di notevole suggestione (così come accade con le altre coste), a partire dallo scorcio che offre da piazza Santa Maria Soprarno a chi si appresta a percorrerla a ritroso, offrendo con un breve tragitto la possibilità di portarsi in posizione elevata, pur trovandosi nel cuore della città storica. La carreggiata è pavimentata a lastrico. 

### Edifici
| Immagine | N°       | Nome                              | Descrizione |
| -------- | -------- | --------------------------------- | --- |
|          | 1        | Casa                              | La casa, di tre piani su tre assi, mostra resti in pietra antichi, quali gli archi di due portali al piano terra; ai due piani superiori si trovano finestre centinate evidenziate da marcadavanzali, che danno all'insieme un aspetto quattrocentesco. |
|          | 4        | Casa                              | Il semplice edificio di carattere popolare, sviluppato su quattro piani e due assi, presenta a destra un portale in pietra serena architravato, con al centro uno stemma con un monte a sei cime sormontato da una stella. Uno stemma simile si vede anche in borgo dei Greci 21. |
|          | 10-12    | Casa Gramamanni                   | È una casa con un fronte modesto, a tre piani su quattro assi, segnalata nel repertorio di Bargellini e Guarneri (1977) per la presenza di uno stemma della famiglia Gramamanni e un tabernacolo con Madonna in trono. Lo scudo con l'arme (che tuttavia reca un cartiglio dove si legge il nome Grazini) è in cattive condizioni, e scarsamente si distinguono nel campo la sagoma della troncatura e il campo inferiore palato, che effettivamente rimandano allo stemma Grazzini. Il piccolo tabernacolo in legno con l'immagine della Madonna con il Bambino reca un'iscrizione con la data 1954. |
|          | 5        | Casa                              | Si tratta di un edificio con il fronte organizzato su quattro assi di finestre, della cui antica fondazione dicono due brevi superfici al terreno risparmiate dall'intonaco e ritagliate, con pietre conce a vista. Per il resto non appaiono all'esterno elementi di interesse, non fosse per un pietrino posto al terreno, eroso ma con l'inconfondibile sagoma dello scudo proprio dell'insegna della congregazione dello Spirito Santo detta di San Basilio. Nonostante l'identificazione sembri evidente, sarà tuttavia da considerare la vicinanza della casa al monastero dello Spirito Santo alla Costa, su costa San Giorgio, che come la congregazione presenta come insegna la colomba dello Spirito Santo. |
|          | 20       | Casa degli Scolopi                | La casa guarda alla strada con una semplice facciata organizzata su tre piani per altrettanti ordini di finestre. Il portale, con arco a goccia definito da conci di pietra, così come alcuni brani dell'apparecchio murario lasciati a vista sulla superficie intonacata, dicono dell'antica fondazione. La segnalazione, tuttavia, vale per la presenza, sull'ingresso, di uno scudo con l'insegna dei Chierici Regolari delle Scuole Pie (Scolopi), a indicare una delle proprietà che l'immobile ha avuto nel tempo. |
|          | 19       | Casamento                         | Si tratta di un esteso casamento segnato da rade finestre per un'altezza di cinque piani, organizzati a formare sette assi di bucature diseguali. Al terreno è un contrafforte, posto sulla sinistra dell'ingresso agli spazi interni. Nell'insieme l'impressione è quella di un edificio realizzato per unificazione e soprelevazione di più antiche case che, vista la presenza di vari pietrini murati al terreno, erano presumibilmente di proprietà di istituti religiosi. Questi pietrini si presentano in cattive condizioni e sono quindi difficilmente interpretabili: tre, numerati e segnati per ciò che si può leggere dalle lettere L F, formano un gruppo omogeneo, il quarto pietrino, per quanto frammentario, è riconducibile allo stesso tipo rilevato in via Romana al civico 16-18, segnato con le lettere M. D. S. G. (monastero di San Girolamo [alla Costa]). |
|          | 21 rosso | Casa                              | Per quanto si trovi qui un edificio residenziale, tra i numeri 23 e 25, presenta una numerazione rossa, che farebbe pensare a un edificio commerciale o comunque a un ingresso secondario del 23. Il portale è decorato, in alto, da uno stemma del giglio fiorentino, di fattura probabilmente otto-novecentesca. |
|          | 25       | Casa                              | Stupisce trovare in questa zona, così fittamente segnata da case di antichissima fondazione, questo edificio che sembra essere stato costruito dalle fondamenta nei primi decenni del Novecento, seppure con chiari riferimenti alla tradizione. Il fronte echeggia, secondo il gusto del tempo, moduli gotici, con il terreno rivestito da filaretto di pietra ed arricchito da ferri da stanghe, da bandiera e da cavallo. Al centro è una fascia dipinta con motivi trecenteschi. |
|          | s.n.     | Volta dei Magnoli (palazzo Tempi) | La volta segna lo sbocco della Costa dei Magnoli sulla piazza di Santa Maria Soprarno e risulta realizzata come passaggio per mettere in comunicazione i due distinti corpi di fabbrica del palazzo Tempi, presumibilmente già al tempo di Raffaello Antinori, inizialmente sotto forma di passaggio aperto trasformato in galleria nel 1725. Si segnala qui la presenza di un tabernacolo viario con cornice in legno, contenente un dipinto a olio su tela databile alla seconda metà del Cinquecento e raffigurante la Sacra Famiglia. |

### Tabernacoli

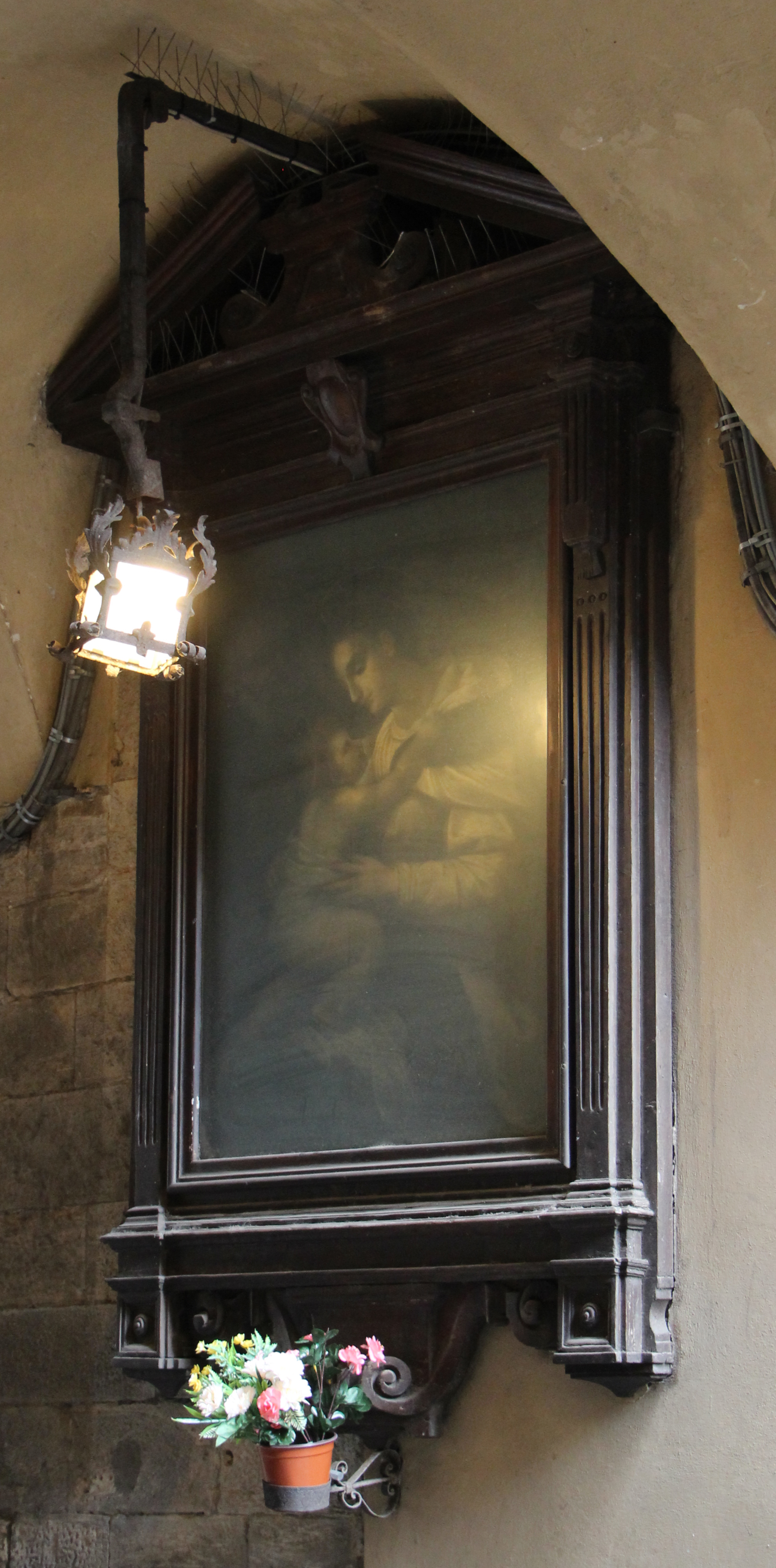
Il tabernacolo sotto la volta

Al numero 10/12 si trova un tabernacolo rettangolare con cornice lignea, che racchiude un'immagine devozionale dipinta a tempera sulla parete, raffigurante la Madonna col Bambino in gloria. Sotto di essa si trova una targhetta in mamro che riporta: «REGINA DELLA PACE / PREGATE PER NOI / OTTOBRE MCMLIV».
Sotto la volta dei Magnoli è poi presente tabernacolo viario con cornice in legno, contenente un dipinto a olio su tela databile alla seconda metà del Cinquecento e raffigurante la Sacra Famiglia, per il quale è documentato un intervento di revisione e restauro nel 1955 ad opera di Mameli Cupisti e Ugo Catani.

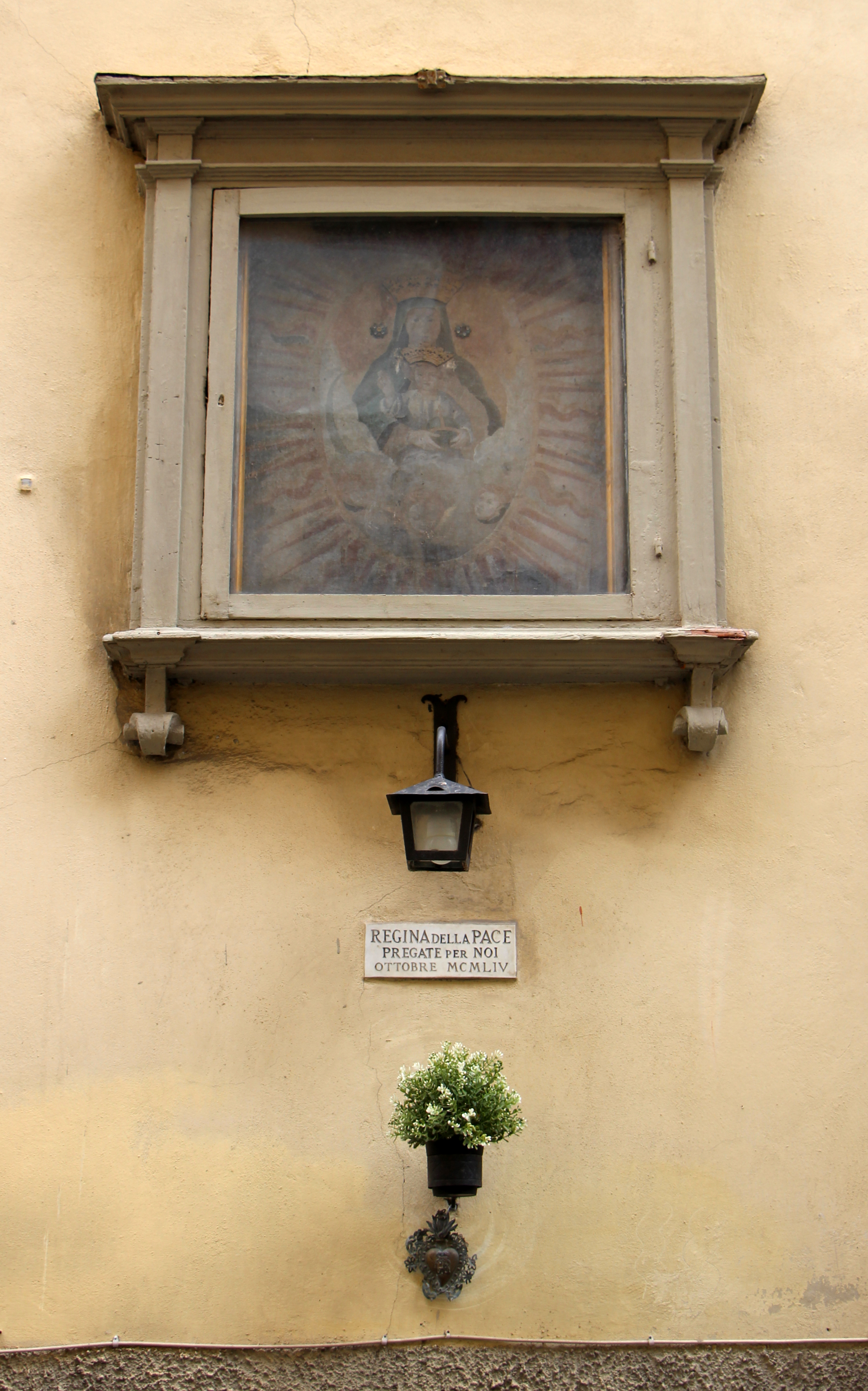
Il tabernacolo della casa "Gramanni"
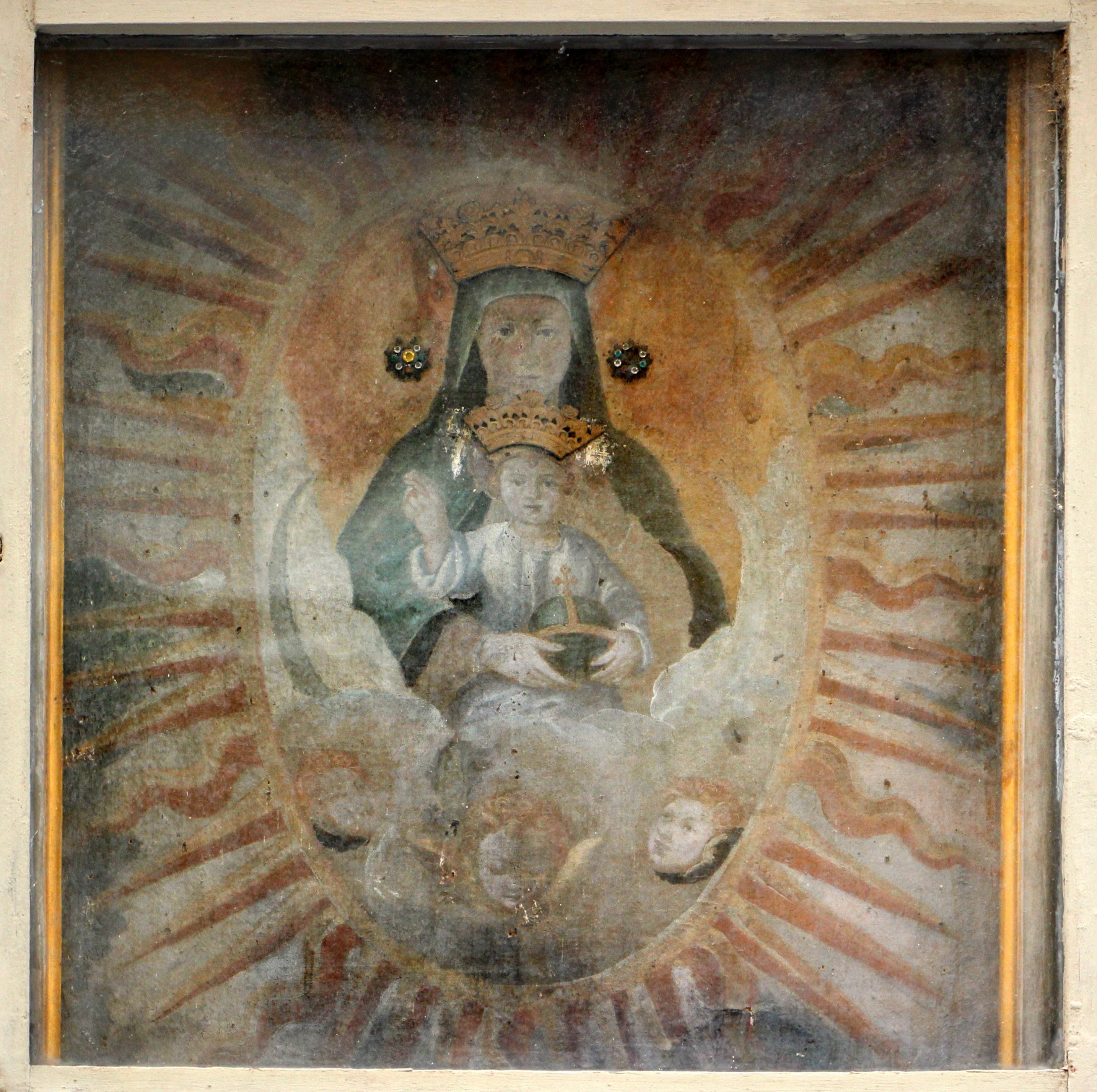
Dettaglio della pittura murale
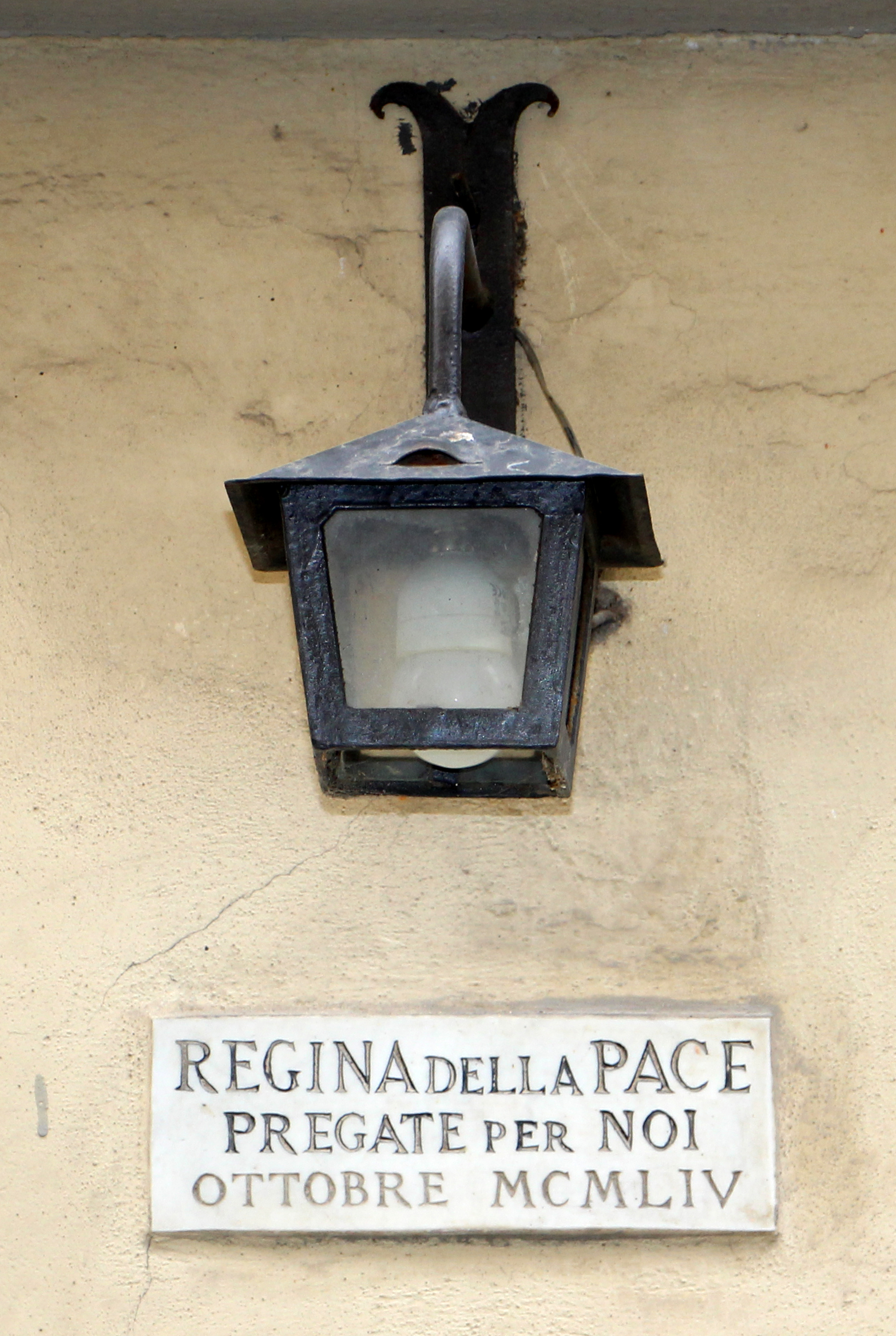
La lanterna e la lapide
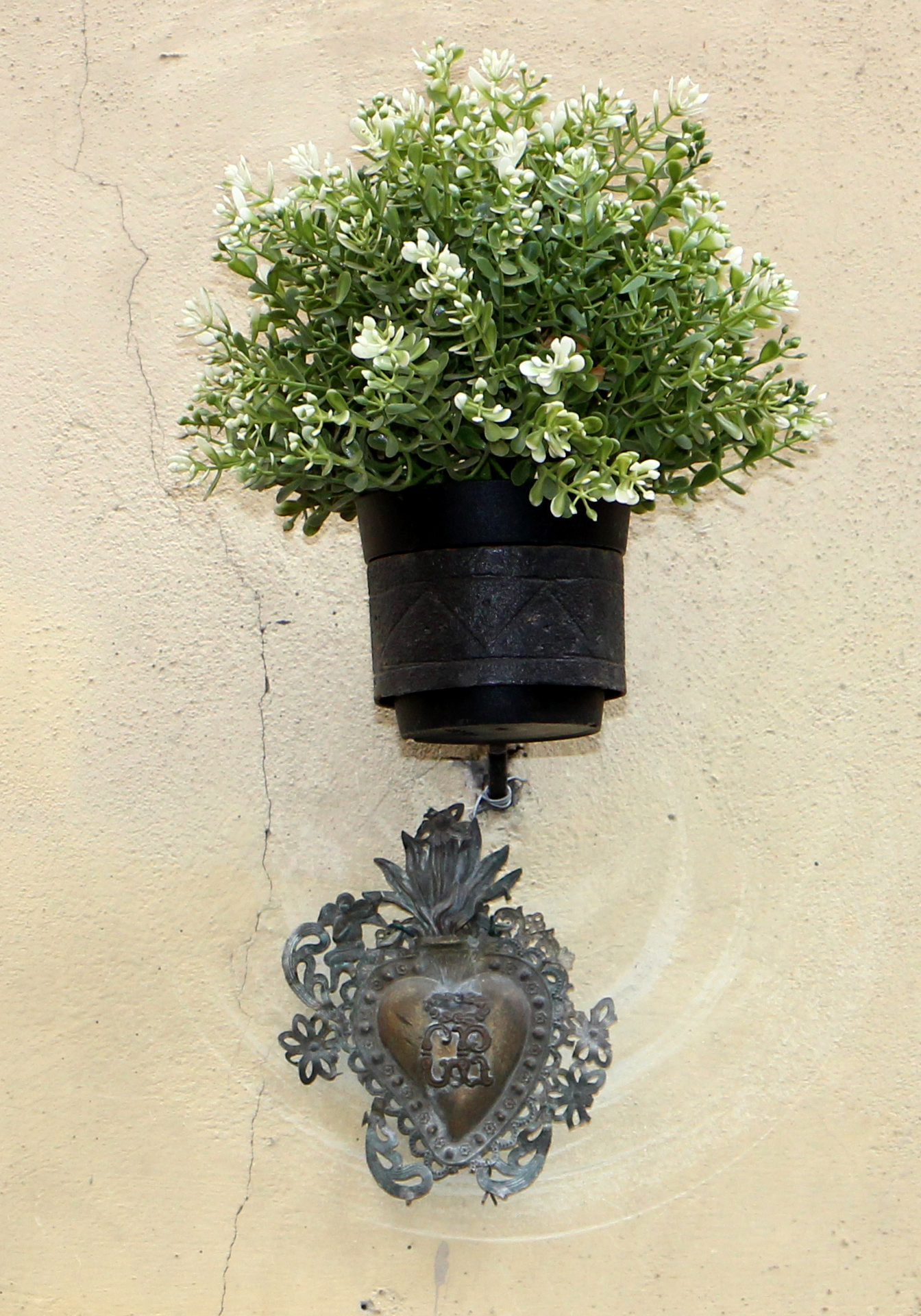
Ex-voto